# Ne dirajte mi ravnicu
Ne dirajte mi ravnicu je prvi studijski album hrvatskog pjevača Miroslava Škore, izdan 1992..
Prema riječima Miroslava Škore, na albumu je bila važna suradnja hrvatsko-američkog tamburaša Jerryja Grcevicha, koji je, primjerice, za naslovnu pjesmu uradio aranžman te sam odsvirao sve instrumentalne dionice.

## Popis pjesama
1. Moja dragana (2:54)
2. Bećarska tuga (3:41)
3. Moja Juliška (3:06)
4. Šumi, šumi javore (3:45)
5. Neka grmi, neka sijeva (1:51)
6. Bolje da nismo se voljeli (2:59)
7. Momak curi govori (2:53)
8. Možda pijan, ali nisam jako (2:36)
9. Nemoj svijeću paliti (4:10)
10. Ljubav je... (2:56)
11. Tamburaši pokraj Dunava (3:05)
12. Ne dirajte mi ravnicu (3:34)

Ukupno vrijeme: 37:35
Ovaj je album polučio uspješnice "Moja Juliška", "Šumi, šumi javore" i "Ne dirajte mi ravnicu", koja se smatra budnicom, a prema nekima i himnom Domovinskoga rata.